# Мартинес де ла Роса, Франсиско
Франси́ско Марти́нес де ла Ро́са Берде́хо Го́мес и Арро́йо (исп. Francisco de Paula Martínez de la Rosa Berdejo Gómez y Arroyo; 10 марта 1787, Гранада — 7 февраля 1862, Мадрид) — испанский поэт, драматург, политик и дипломат. Председатель правительства Испании.

## Биография
Родом из зажиточной семьи, Франсиско Мартинес де ла Роса обучался в школе Хосе Гарсипереса де Варгаса и благодаря своим способностям уже в возрасте 12 лет был зачислен в студенты Гранадского университета, где изучал гражданское право. Мартинес де ла Роса с детства увлекался поэзией.
В 18 лет Франсиско получил должность профессора этики в Гранадском университете. Был депутатом Кадисских кортесов, которые в 1812 году издали либеральную Кадисскую конституцию. После возвращения короля Фердинанда VII и реставрации абсолютизма Мартинес де ла Роса был приговорён к восьми годам тюремного заключения и ссылке на Гомеру. В 1820 году он вернулся в Мадрид и в 1822 году занял пост министра иностранных дел. В 1823 году ему вновь пришлось бежать, теперь во Францию, где он прожил семь лет в изгнании. После смерти Фердинанда VII и объявления амнистии Мартинес де ла Роса в 1834-35 годах возглавлял правительство Испании и одновременно занимал должность военного министра в начале Первой карлистской войны. В 1839 году стал председателем Королевской академии испанского языка.
30 июня 1834 года Мартинес де ла Роса был избран в парламент, где вплоть до своей смерти представлял последовательно Гранаду, Овьедо, Сеговию, Кадис, Куэнку и Мадрид. После назначения председателем правительства и регентом Бальдомеро Эспартеро Мартинес де ла Роса в 1840—1843 годах проживал вновь в Париже. В правительстве Рамона Марии Нарваэса он занимал пост министра иностранных дел. Мартинес де ла Роса также принимал участие в подготовке либеральной конституции 1845 года. В 1848-49 годах Мартинес де ла Роса служил послом в Париже и Риме, в 1857-58 годах вновь возглавлял министерство иностранных дел.
Литературное творчество Мартинеса де ла Росы относят к переходному периоду от позднего классицизма к романтике.

## Идеи
Мартинес ещё в изгнании в 1823-1833 годах начал работать над доктриной, аналогичной зарождающемуся в те годы в Великобритании и Франции классическому либеральному консерватизму. Он разработал «Королевский статут о созыве Генеральных кортесов Королевства», который был утверждён королевой-регентшей Марией Кристиной 10 апреля 1834 года и действовал два года, после чего Мария Кристина в 1836 году восстановила действие конституции 1812 года, а в следующем году была принята конституция 1837 года. По «Королевскому статуту» монархия оставалась главным политическим институтом Испании, обладающим практически всей полнотой власти. Двухпалатные кортесы «могли лишь размышлять о делах, которые им предложит Корона». Мартинес приобрёл имидж «либерала, который боится свободы», был назван деспотом и сервильным роялистом. 